# Nome de la Forteresse

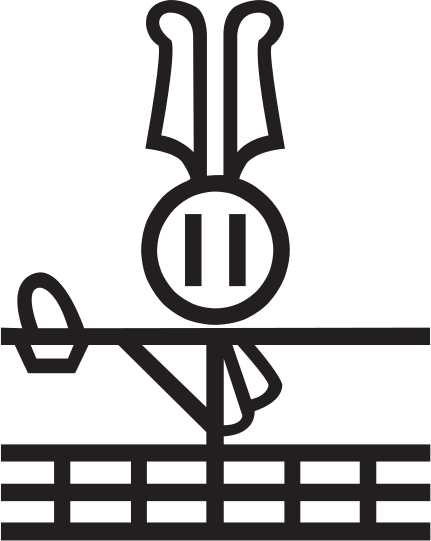
Hiéroglyphe symbole du Nome.

Le nome de la Forteresse (Nḫn) est l'un des 42 nomes (division administrative) de l'Égypte antique. C'est l'un des vingt-deux nomes de la Haute-Égypte et il porte le numéro trois.

## Géographie
Ce nome faisait près de 26 km de long selon la liste des nomes de Sésostris Ier. Le nome était situé entre le nome du Trône d'Horus (2e) au sud et le nome du Sceptre (4e) au nord,.
Le nome correspondait à la partie la plus méridionale de la Haute-Égypte avec une vallée relativement large permettant une relativement grande production agricole. Nekhen puis Esna étaient riches de part leur liaison directe avec l'oasis de Kharga dans le désert occidental et, via cette dernière, pratiquaient le commerce avec le Soudan. El Kab était quant à elle au débouché du Ouadi Abbad via le Ouadi Hellal menant aux nombreuses ressources minérales du désert oriental,.

## Histoire
De part sa position géographique, la ville de Nekhen (aussi nommée Hiéraconpolis) devient dès la période Nagada I un important centre de production agricole et de poterie, ainsi qu'une ville-entrepôt pour les produits de prestige fabriqués avec les ressources du désert oriental acheminées par le Ouadi Abbad mais aussi acquis par le commerce avec la Nubie et les territoires africains plus méridionaux. La ville faisant en effet du commerce avec cette région car de nombreuses poteries hiéraconpolitaines ont été découvertes dans les cimetières de Basse-Nubie. Ces différents éléments ont permis l'émergence d'un pouvoir fort dans la ville de Nekhen dès la période prédynastique, pouvoir qui formera l'un des trois premiers proto-royaumes de Haute-Égypte, prélude à la formation de l'État égyptien unifié. Cette ville, d'abord située d'abord à l'intérieur des terres, commença à se déplacer vers la plaine inondable pendant la période Nagada III.
El Kab, de part sa situation proche du fleuve, devait servir de site de contrôle du trafic fluvial. C'est par elle que devait également passer les ressources minérales collectées dans le désert oriental. De plus, le Ouadi Hellal devait être bien moins aride qu'aujourd'hui et devait donc être une zone de pâturage jusqu'à aussi tard que la fin de l'Ancien Empire.
Si Nekhen était la principale ville du nome au cours de la période prédynastique, d'autres sites existaient pendant cette période, révélés notamment par les cimetières découverts, dont : Adaïma, le plus important d'entre eux ; El-Mamariya ; Es-Siba'iya ; El-Qara (nome du Trône d'Horus). Cependant, dès le début de la période thinite, l'urbanisation de la région asphyxia ces autres villes ; certaines ont cependant survécus, comme Es-Siba'iya et El-Qara, peut-être grâce à certains avantages spécifiques, tandis que El-Mamariya, située à 5 km au nord de Nekhen, profita de cette urbanisation en abritant une partie des activités de cette véritable métropole en formation qu'était l'ensemble formé par Nekhen et El-Khab.
La ville principale du nome pendant la période thinite et l'Ancien Empire semble rester Nekhen, bien que, à une échelle plus large, cette cité commence par être éclipsée par Edfou (nome du Trône d'Horus) au cours de l'Ancien Empire. La résidence des nomarques pendant la Première Période intermédiaire se trouvait dans la région d'El Mo'alla, au nord du nome : la nécropole d'El Mo'alla abrite en effet les tombes des nomarques Ânkhtyfy et Sobekhotep. À partir de la XVIIIe dynastie, voire peut-être dès le Moyen Empire comme le montre la liste des nomes de Sésostris Ier, la capitale du nome était El Kab. Pendant la période lagide, la capitale du nome était cette fois Esna, nommée Latopolis par les Grecs ; le nome était d'ailleurs nommé Latopolitès.

## Divinités locales
La divinité principale du nome selon la liste des nomes de Sésostris Ier était Nekhbet, déesse de la ville d'El Kab, alors nommée Nekheb. Le temple principal de la ville semple être dédié à Nekhbet mais aussi à Thot, avec qui elle forme un couple, et à Horus. Sur le chemin processionnel menant la déesse Nekhbet de son temple jusqu'à l'orée du désert se trouvait un temple hémispéos dédié à la déesse Chesmet, ainsi qu'à Nakhbet et Hathor ; le temple était d'ailleurs entouré d'excavations d'une carrière, ce qui explique le lien avec Hathor.
En face de cette ville de Nekheb, à Nekhen (dont le nom donnera celui du nome lui-même), le dieu principal était Horus, dieu de la royauté par excellence,. Cette ville, comme Nagada (nome des Deux Divinités) et Thinis-Abydos (nome de la Grande Terre), joua en effet un rôle important dans l'unification de l'Égypte à la fin de la période prédynastique et les dieux Horus de Nekhen et Seth de Nagada formeront les deux facettes principales du roi dans la période thinite, ce que montre parfaitement le titre des reines de l'époque « Celle qui voit Horus et Seth » .
Dans la région d'Esna, plusieurs temples existaient : 
- à Esna même, le temple principal de la ville était dédié aux manifestations créatrices de la divinité à travers les eaux en faisant intervenir les dieux Khnoum (avec ses parèdres Menhit et Nebtou et leur fils Heka) et Neith[18],
- un peu plus au nord, à Kôm el-Deir, un temple (détruit au XIXe siècle) était dédié aux dieux morts[5],
- un temple (disparu, seulement nommé dans les textes) à Kôm Sinoun dédié à « Khnoum de la Campagne »[5],
- en face, à Contra-Latopolis, un temple (détruit au XIXe siècle) était dédié à Hathor et Isis[5],
- à Kômir au sud d'Esna, un temple récemment découvert était dédié à Nephtys et Anouket[5].

## Lieux principaux
- Hiéraconpolis (Nekhen)
- El Kab

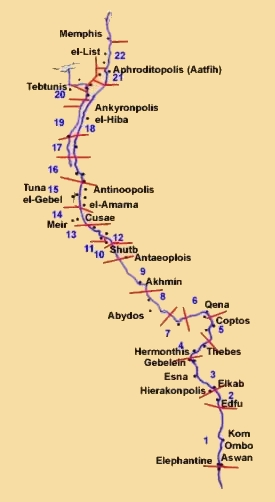
Les nomes de Haute-Égypte

- Al-Koula (voir pyramide d'Al-Koula)
- El-Mamariya
- Es-Siba'iya
- Adaïma
- Esna
- Contra-Latopolis (voir temple d'Isis)
- Hout-Snéfrou (Asfoun el-Matainah)
- El Mo'alla